# Упараджа
Упараджа, Упарат, Опаратх, Опараджа — титул для вицекоролевских особ в буддистских королевских династях в Таиланде, Камбодже, Бирме, Лаосе и в зависимых от них королевствах, означающий буквально «Второй Король» или «Вице-Король».

## История
Этот обычай пришёл из Индии и стал распространен среди всей индокитайской нации, включая Бирму. Упарат занимал положение выше, чем любой другой принц, и был наделён некоторыми привилегиями королевского сана.
В Сиаме и Бирме, Упарат обычно был старшим сыном Короля и Королевы, но многие Короли назначали на эту должность своих братьев или других родственников, особенно в случаях, когда их собственные сыновья были или очень молоды или их не было от матерей высокого ранга.
Для Лаоса было несвойственно назначать сына правящего Короля Упаратом. Выбор почти всегда падал на брата.
Маха Упарат был, фактически, наследным принцем.